# 切尼大厦
切尼大厦（英語：R. and F. Cheney Building）又名布朗汤姆逊大厦（Brown Thomson Building），是一座商业建筑，由美国建筑师亨利·霍布森·理查森设计，位于哈特福德主街942号，现在已经列入国家史迹名录.
切尼大厦兴建于1875-1876年，业主是本州曼彻斯特的丝绸制造商切尼兄弟。它本来是一个多用途的建筑，在底楼开设五个小商店，上面是办公室和公寓。布朗汤姆逊百货公司曾多年设于此楼。后来是G.福克斯公司。2007年更名为理查德森大厦，现在是常住酒店、办公室，商店，餐厅和哈特福德舞台公司的排练空间。

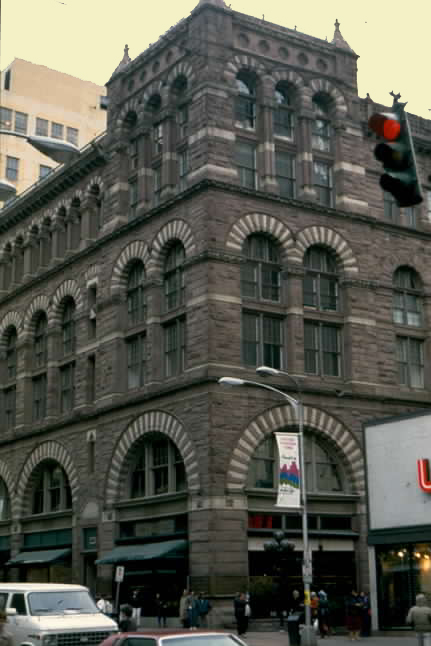
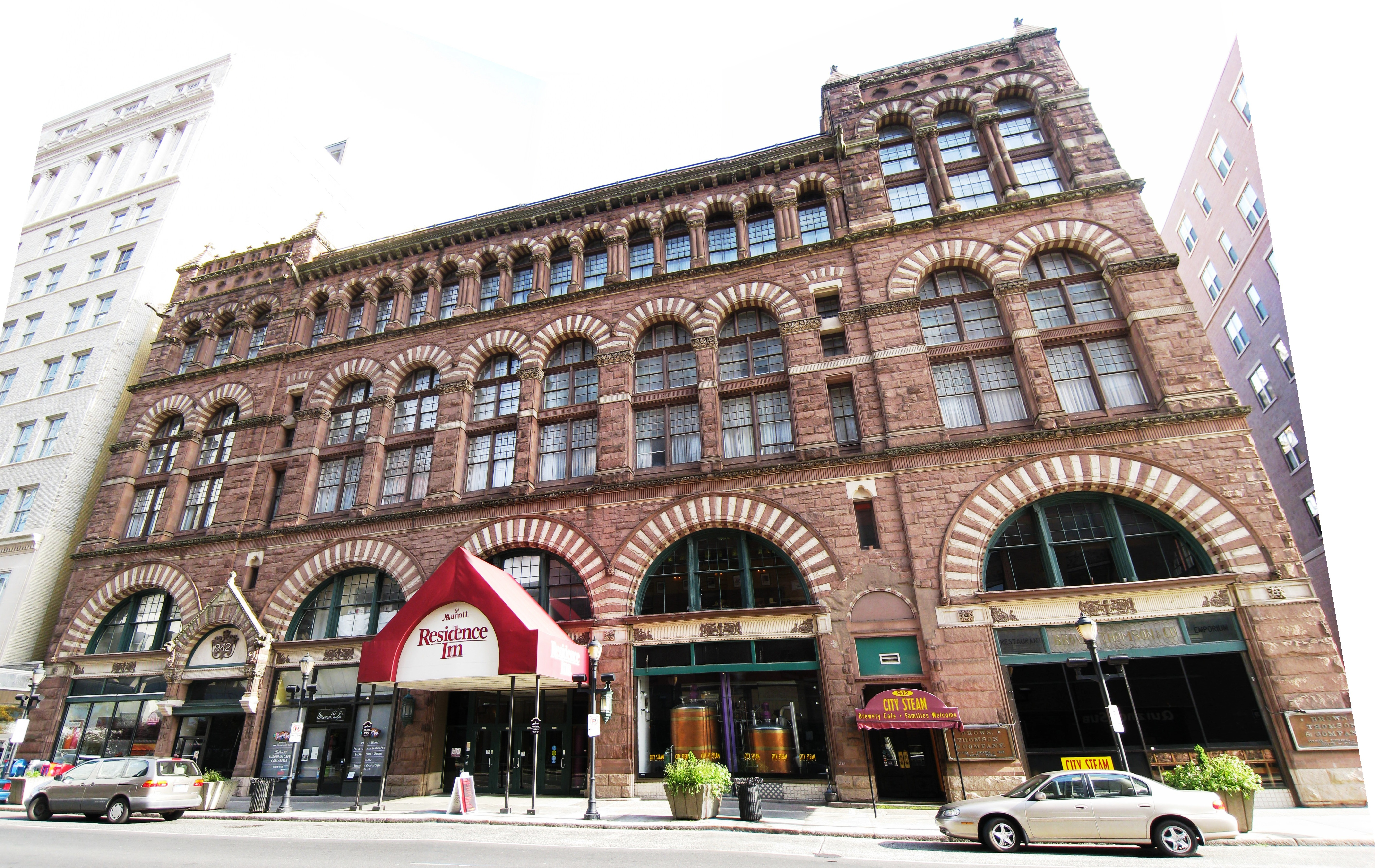
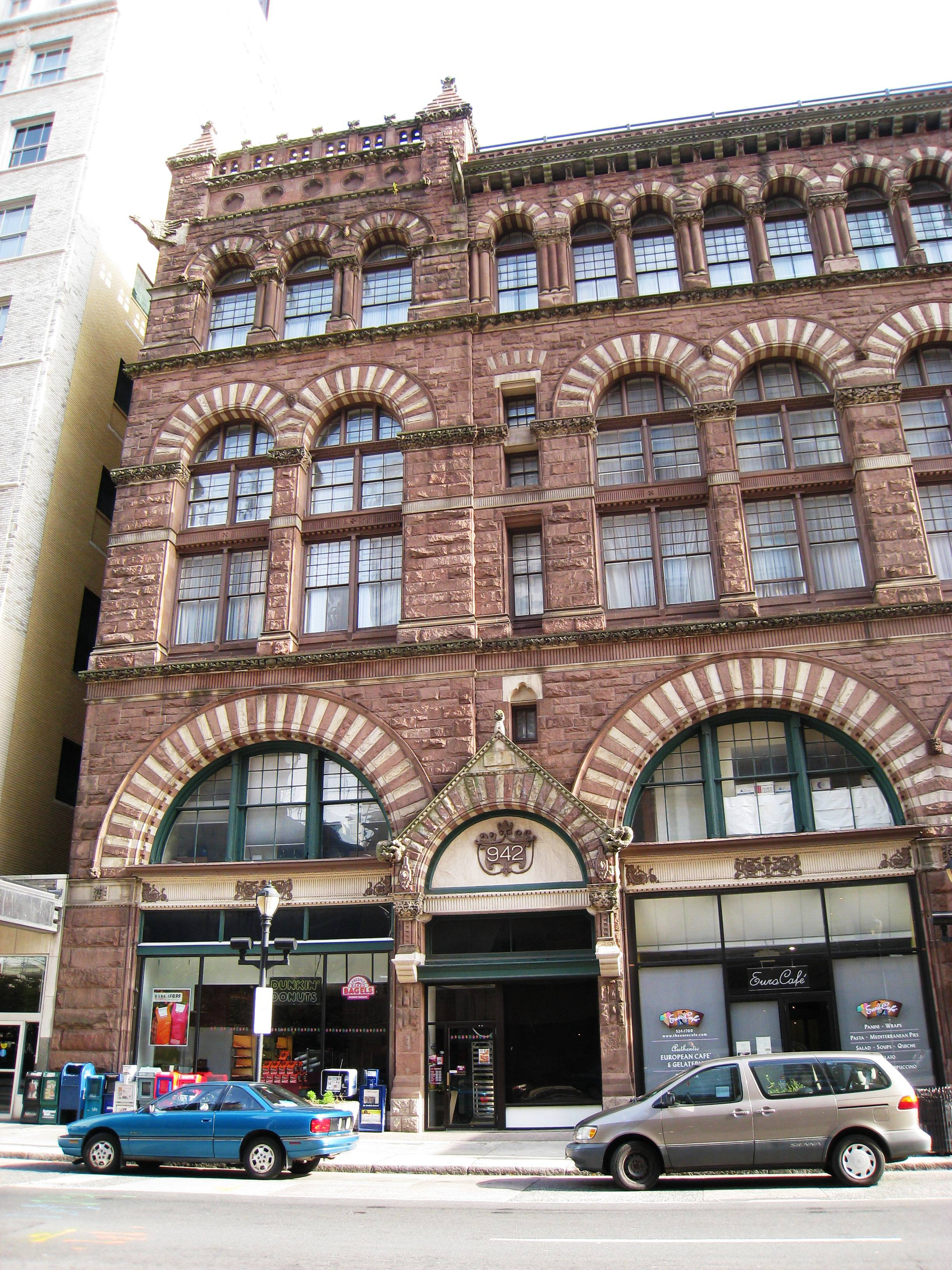
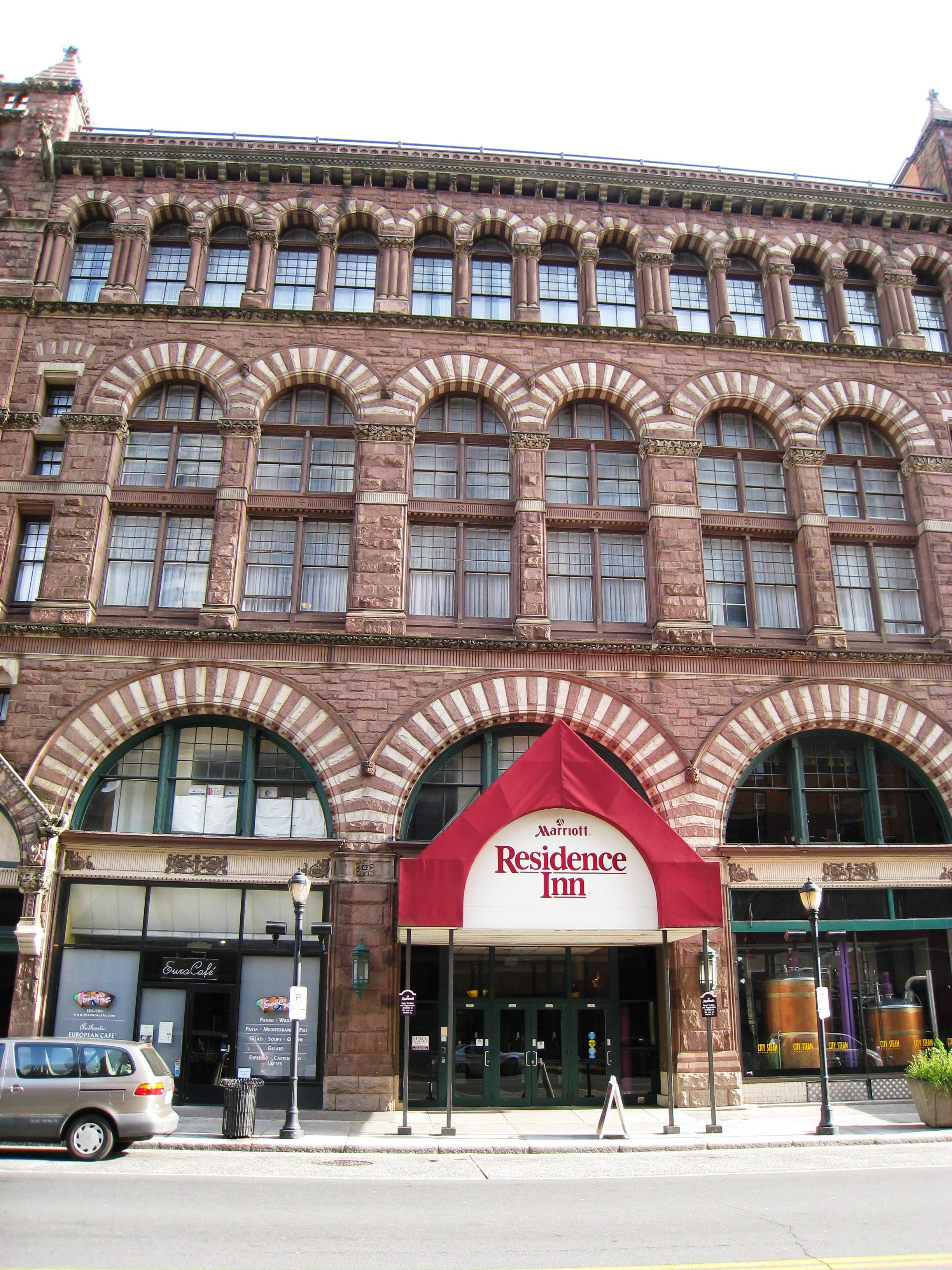
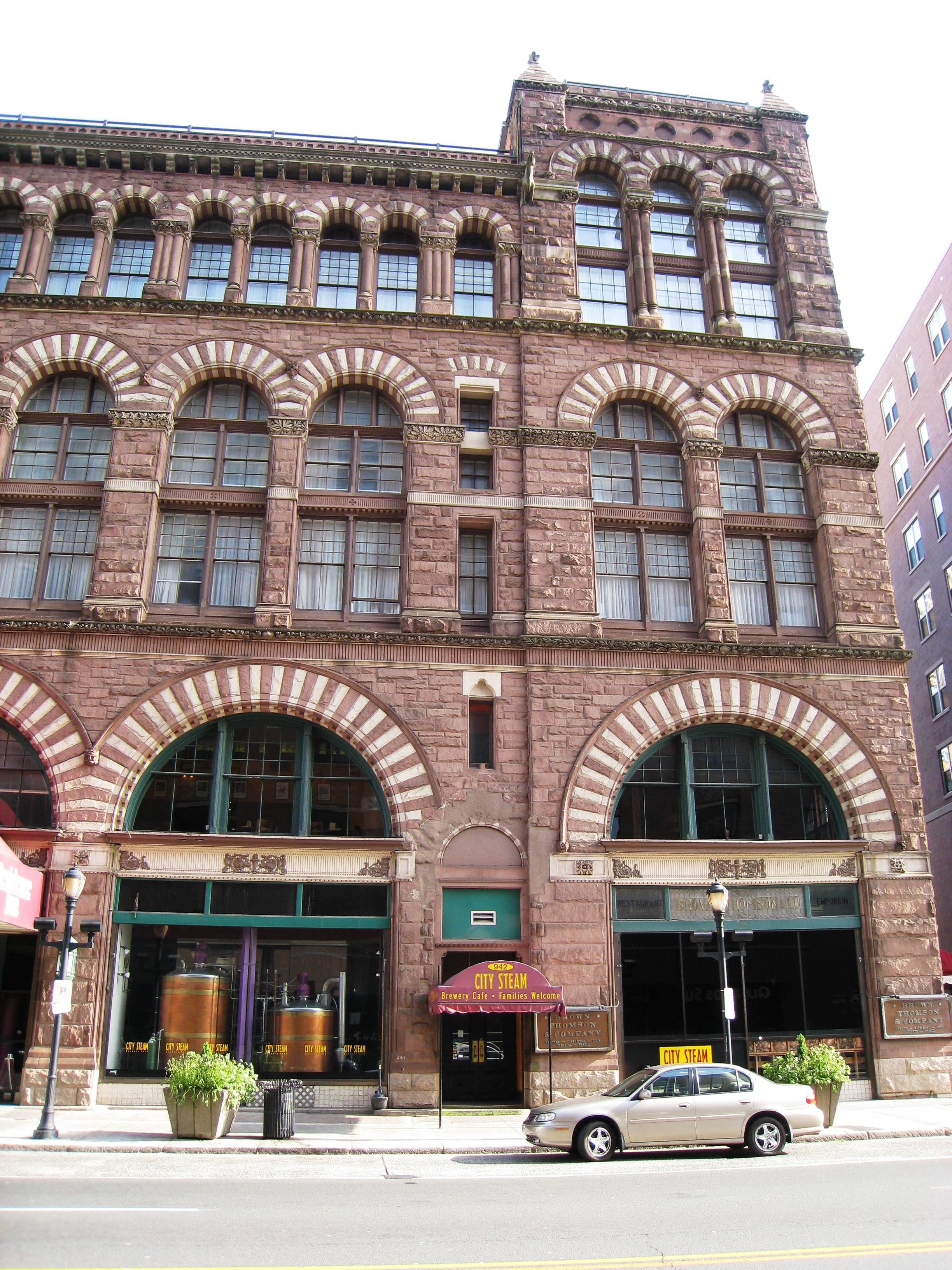
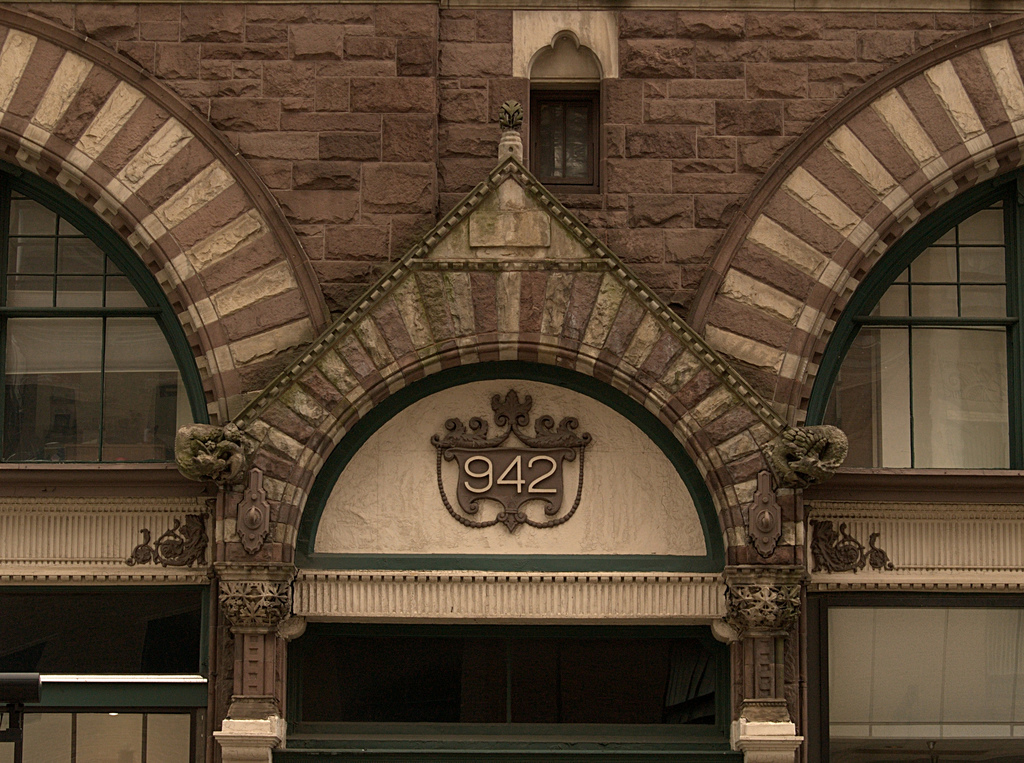
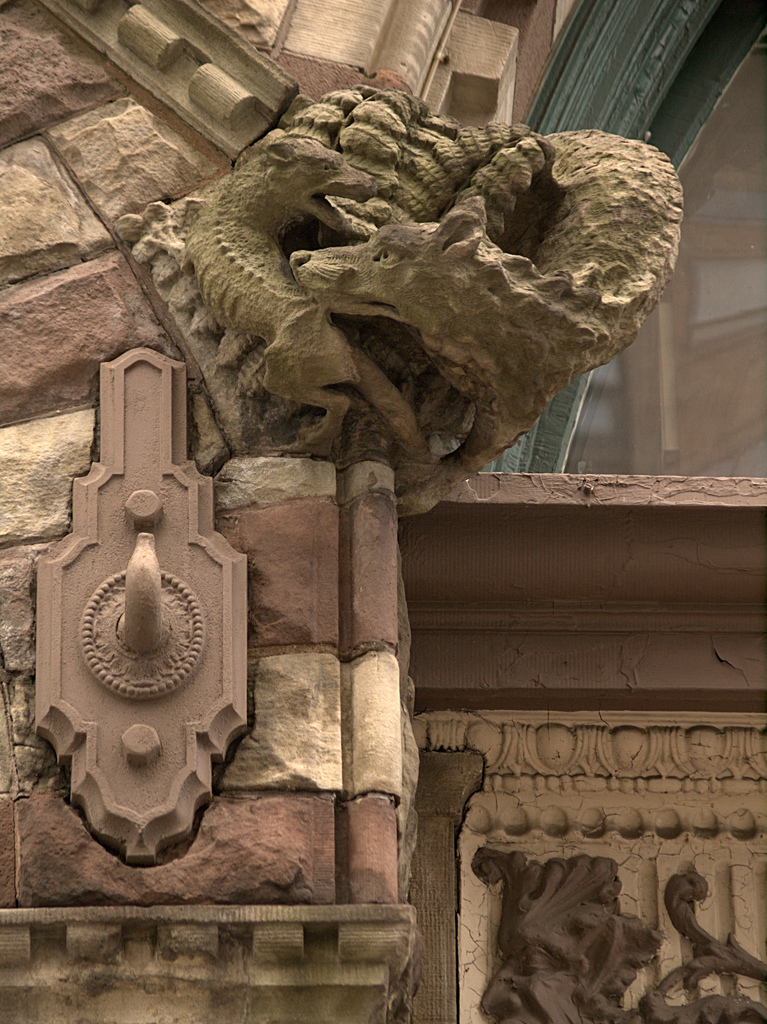
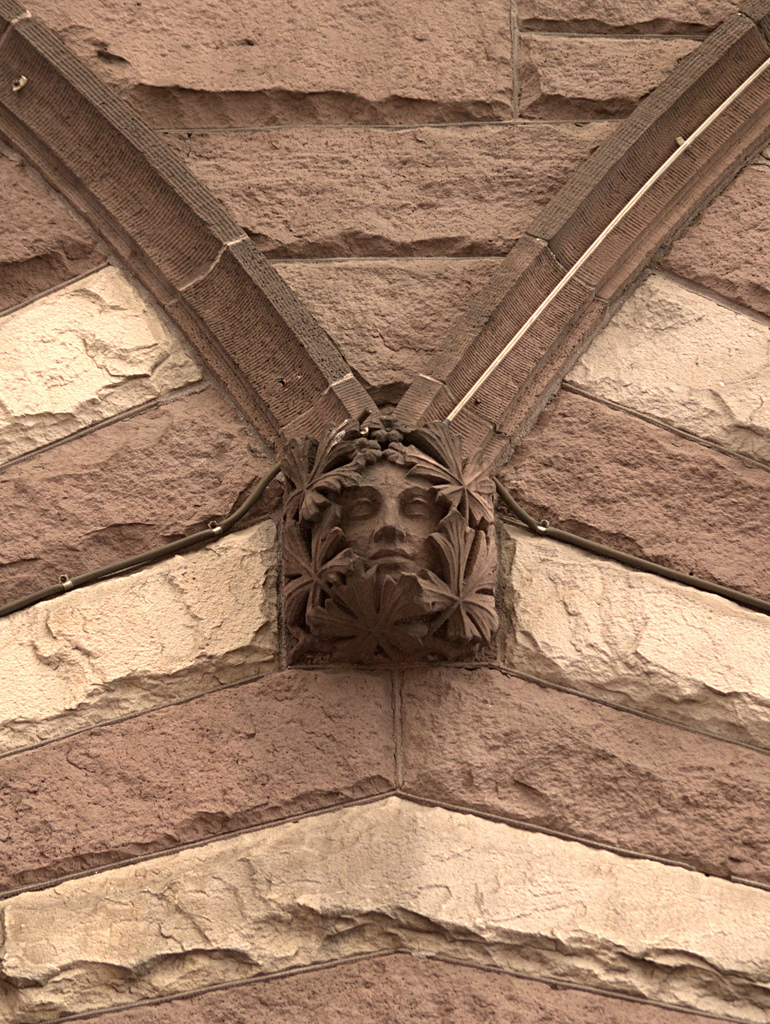